# Aeroportul Internațional Pohnpei
Aeroportul Internațional Pohnpei (IATA: PNI, ICAO: PTPN) este un aeroport din Pohnpei State⁠(d), Micronezia ce deservește zona Pohnpei. A fost numit după zona deservită.
Situat la o altitudine de 3 m, aeroportul dispune de 1 pistă.

## Infrastructură

### Piste
Aeroportul dispune de o singură pistă. Pista are orientarea 09/27.